# Liparochrus globuliformis
Liparochrus globuliformis är en skalbaggsart som beskrevs av Macleay 1888. Liparochrus globuliformis ingår i släktet Liparochrus och familjen Hybosoridae. Inga underarter finns listade i Catalogue of Life.